# Rittergüter in Gorsleben
Gorsleben besaß ursprünglich sechs Rittergüter, von denen heute noch vier bauhistorisch von Bedeutung sind. Sie befinden sich in unmittelbarer Umgebung der historischen Dorfkirche St. Bonifatius. Ihre Bezeichnung orientierte sich dabei maßgeblich an ihrer ehemaligen Dachdeckung: Schieferhof, Blauer Hof und Roter Hof. Daneben existiert noch der Klosterhof.

## Schieferhof

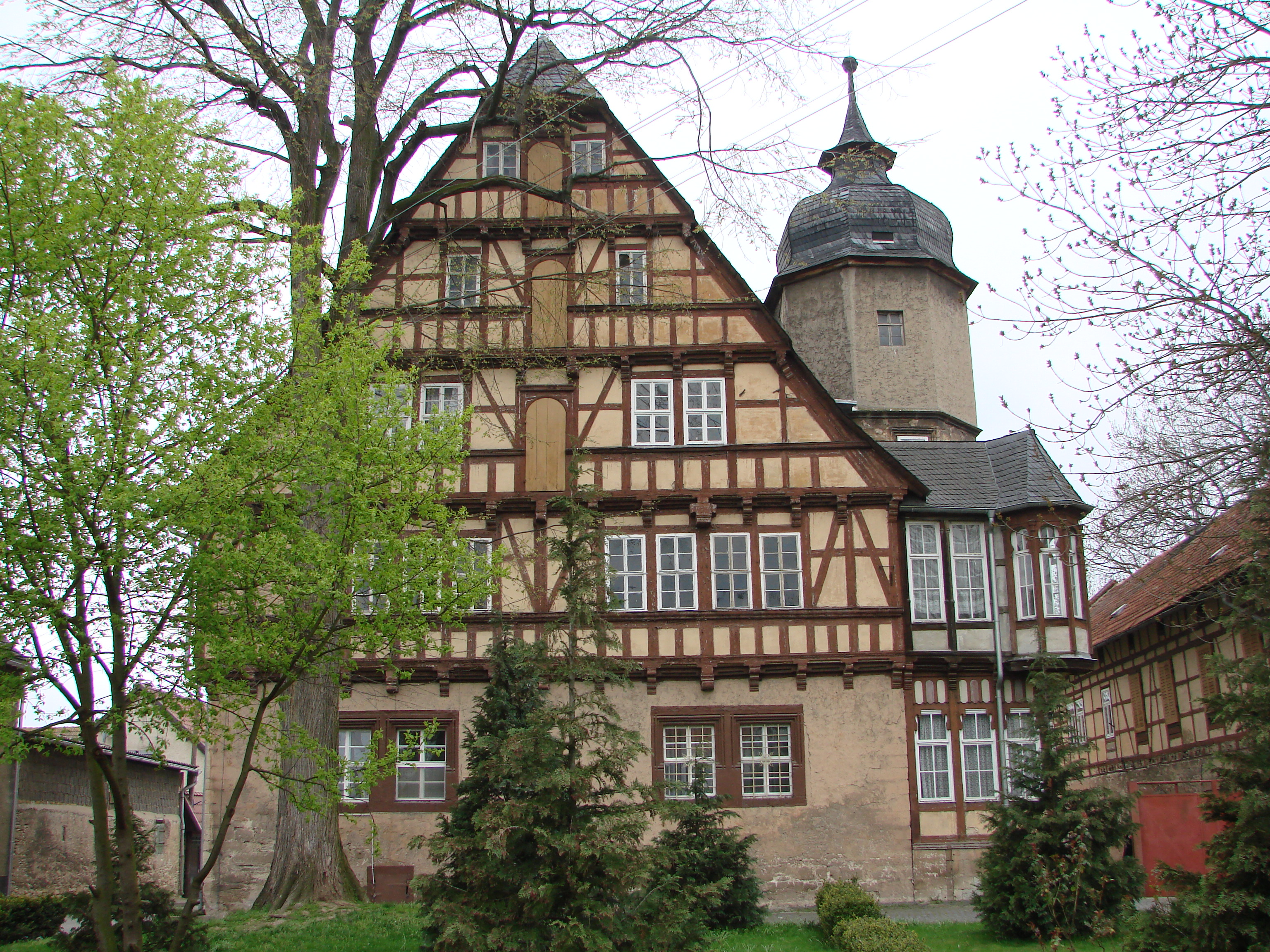
Schieferhof

Der „Schieferhof“, wurde 1620 in Fachwerkbauweise als Landsitz und Herrenhaus des ehemaligen Ritterguts der Familie von German errichtet. Bauherren waren Heinrich von Germar und seine Frau Martha von Bendeleben. Der Schieferhof diente 1819/20 dem „Verein für Erforschung des vaterländischen Althertums in Kunst und Geschichte“ – Thüringens ältestem und am 20. Juli 1819 in Bilzingsleben gegründeten Geschichtsverein – als Aufbewahrungsort von dessen Sammlung. Damit existierte gleichzeitig das erste separate „Geschichtsmuseum“ Thüringens, welches nicht auf eine fürstliche bzw. städtische Raritätensammlung zurückging. Besitzer war zu dieser Zeit Carl Wilhelm Kirchheim (später Bürgermeister von Kölleda) der auch zu den Gründungsvätern des Geschichtsvereins zählt.
Das Haus mit seinem imposanten, als Schauseite auskragenden, Ostgiebel ruht auf drei großen tonnengewölbten Kellern. Das Untergeschoss ist ebenso wie der vorgebaute Treppenturm massiv ausgeführt. Im Inneren zeigen sich geschnitzte Fenstersäulen sowie Stuckdecken. Die beiden Hauptgeschosse weisen jeweils eine, die halbe Breite des Hauses einnehmende, Diele auf, die mittig von einem mit Schiffskehlen profilierten Unterzug getragen werden.

## Roter Hof

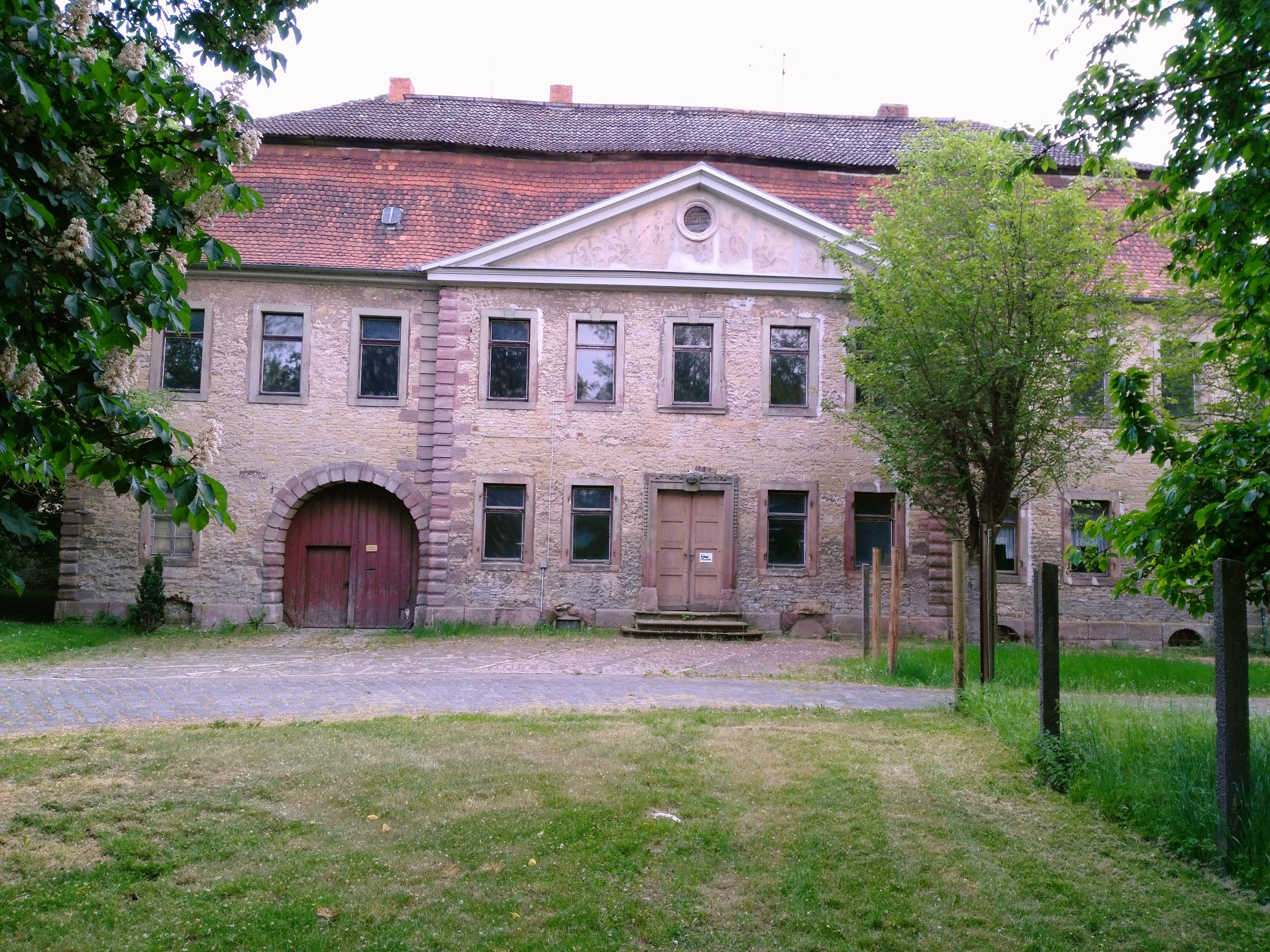
Roter Hof

Am nördlichen Ortseingang befindet sich das Gutshaus des „Roten Hofes“. Es handelt sich um ein schlichtes zweigeschossiges Gebäude mit Mansarddach, dessen mittleren fünf Achsen risalitartig vorstehen. Der Barockbau von 1735 ist mit Grundriss, Fassade und Dachstuhl noch fast vollständig bauzeitlich erhalten. Das Herrenhaus weist auch im Inneren noch zahlreiche Teile der barocken Ausstattung auf.

## Blauer Hof

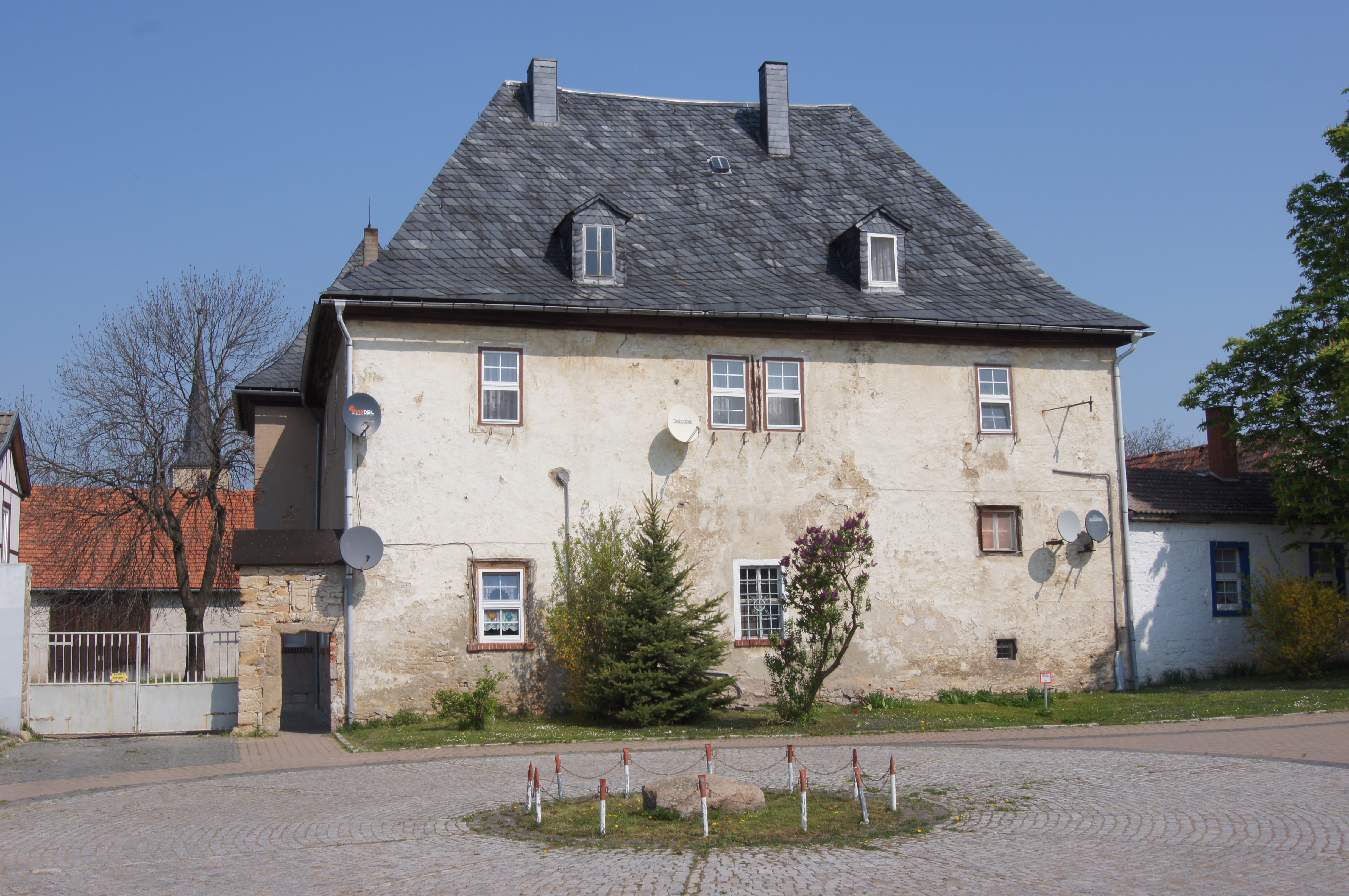
Blauer Hof

Der Blaue Hof in der Reichengasse, an der früheren Unstrut-Furt gelegen. Der dazugehörige ehemalige Gutspark wurde beseitigt. Heute befindet sich das Gut in Privatbesitz und wird sukzessive saniert. 

## Klosterhof

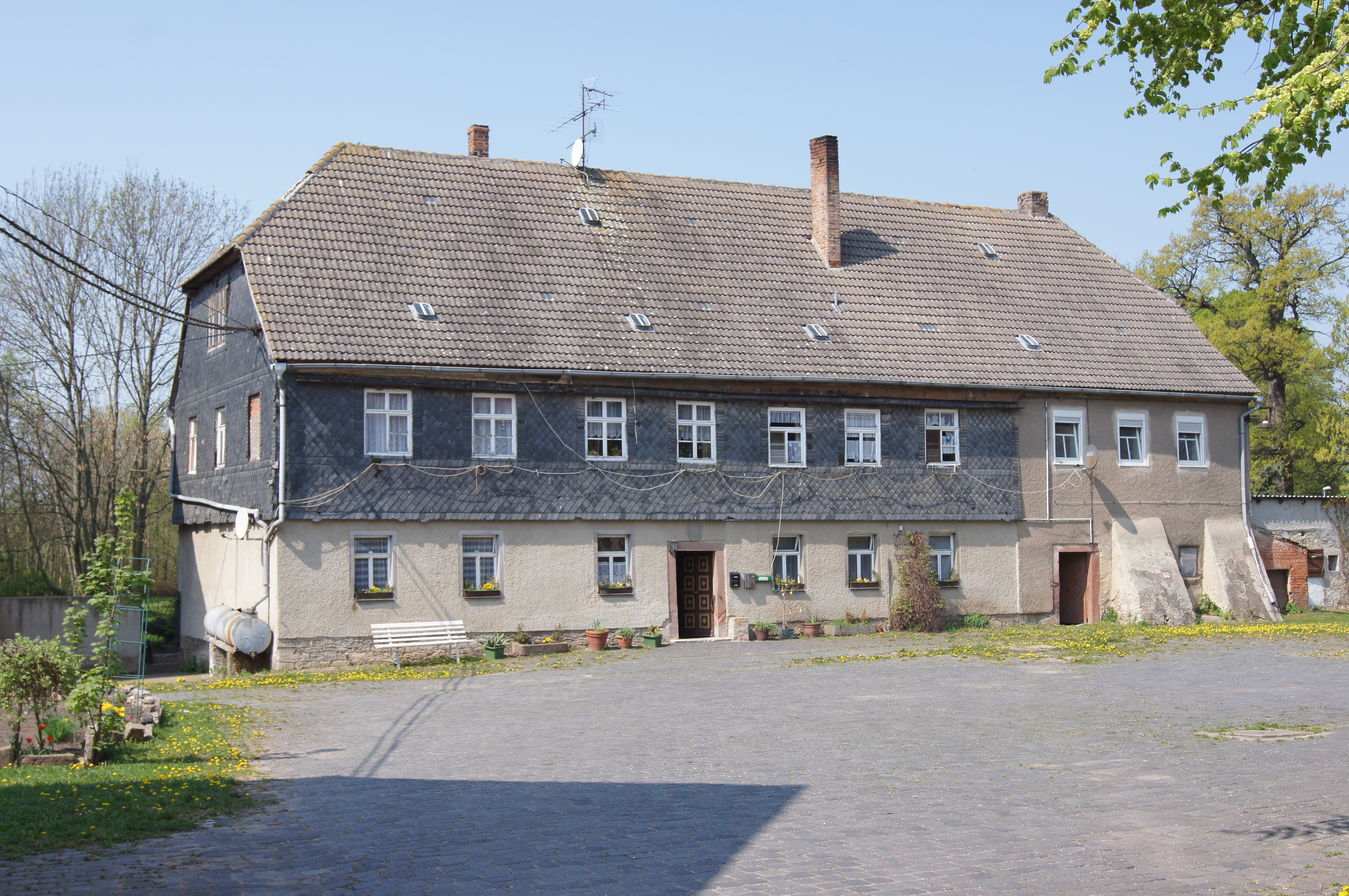
Klosterhof

Der „Klosterhof“ ging aus dem Wirtschaftshof des Zisterzienserinnenklosters Bad Frankenhausen hervor und war dem Kloster zugehörig von 1338 an. 1519 gehörte es der Familie von Werthern, bevor ihnen die von Germar nachfolgten. 1716 wurden die "Hoffmannschen Erben" Besitzer des Klosterhofes. Von 1750 an besaß eine Familie Schaller das Gut, ehe es 1795 der Gerichtsdirektor zu Wiehe, Carl August Kirchheim erwarb. Die Familie Kirchheim blieb im Besitz bis 1821. ein Gedenkkreuz auf dem Dorffriedhof erinnert an den Sohn Carl Wilhelm, welcher 1825 eine Chronik über Gorsleben verfasste. 
Das dazugehörige Gutshaus besitzt noch die mittelalterliche Eingangshalle und große Keller und wurde um 1700 zusammen mit einigen Wirtschaftsgebäuden auf sein heutiges Erscheinungsbild erweitert.